# Jana Horváthová
Jana Horváthová (geboren 1967 in Brno als Jana Holomková) ist eine tschechische Historikerin und Museumsdirektorin.

## Leben und Werk
Jana Horváthová studierte zunächst Geschichte und später Museologie an der Masaryk-Universität. Ihren Abschluss in Museologie erhielt sie 1997. Von 2001 bis 2004 war sie Mitglied des wissenschaftlichen Beirats der Masaryk-Universität. Sie war an der Gründung des Museums der Roma-Kultur in Brno beteiligt und ist seit 2003 Direktorin dieses Museums. Daneben kuratierte sie auch Ausstellungen für weitere Museen und beteiligte sich an der Sammlung von Zeitzeugendokumenten von Roma für das United States Holocaust Memorial Museum. Jana Horváthová ist darüber hinaus Mitglied des beratenden Gremiums zu nationalen Minderheiten der tschechischen Regierung. Weiter berät Jana Horváthová das tschechische Fernsehen bei Produktionen mit Roma-Bezug, wie etwa einer Dokumentation über das Khamoro-Festival. Ihr 2002 veröffentlichtes Buch Kapitoly z dějin Romů (dt. in etwa: Kapitel aus der Geschichte der Roma) wird an weiterführenden Schulen verwendet.

## Veröffentlichungen
- Kapitoly z dějin Romů (dt. in etwa: Kapitel aus der Geschichte der Roma), Prag 2002
- Devleskere čhave (dt. in etwa: Das Zeugnis alter Postkarten). Poprad 2006